# Albertshausen (Bad Wildungen)

Dorfpartie

Albertshausen ist ein Ortsteil von Bad Wildungen im nordhessischen Landkreis Waldeck-Frankenberg mit knapp 270 Einwohnern und zählt damit zu den kleineren Stadtteilen der Kurstadt Bad Wildungen.

## Geographische Lage
Albertshausen liegt mit einer mittleren Höhe von 350 m auf einem Ausläufer des Silbachskopfes (430 m) im nordhessischen Kellerwald.  Der Ort liegt im Naturpark Kellerwald-Edersee. Die Nachbarorte sind Reinhardshausen, Hüddingen und Hundsdorf (ebenfalls Stadtteile von Bad Wildungen) sowie Kleinern  und Gellershausen (Gemeinde Edertal).

## Geschichte

### Ortsgeschichte

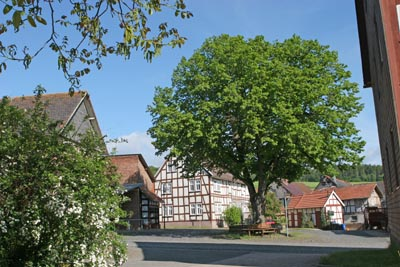
Kump und Linde

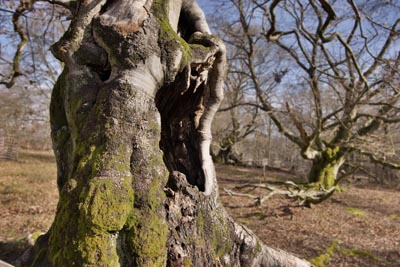
Hutewald Halloh

Die erste urkundliche Erwähnung Albertshausens wird auf das Jahr 1242 datiert. Conrad von Itter hatte 1242 einen Hof und Güter zu Albertshausen. Das damalige Siedlungsgebiet des Dorfes lag weiter nordwärts auf beiden Seiten des Baches Wun. Eine Kapelle lag an der Südseite des Dorfes.
Ein Brand im Jahr 1532 zerstörte bis auf zwei Gebäude ganz Albertshausen. Auch der Dreißigjährige Krieg brachte Zerstörung. Während dieser Zeit wurde Albertshausen weiter südlich aufgebaut, und das Siedlungsgebiet des Dorfes vergrößerte sich.
Im 18. Jahrhundert wurde die Kapelle zur Kirche ausgebaut; der Kirchturm wurde im Jahr 1784 errichtet. Intensive Bautätigkeit setzte sich auch im 19. Jahrhundert fort. Die meisten Fachwerkhäuser des Ortes wurden am Beginn des 19. Jahrhunderts errichtet. Zu dieser Zeit entstand durch Abriss einiger Gebäude der Dorfplatz. Dort wurde um das Jahr 1850 der Kump angelegt. Im Jahr 1888 wurde dann am Kump die Dorflinde angepflanzt.
Hessische Gebietsreform (1970–1977)
Im Zuge der Gebietsreform in Hessen wurde Albertshausen zum 1. Oktober 1971 auf freiwilliger Basis in die Stadt Bad Wildungen eingemeindet. Für Albertshausen wie für alle im Zuge der Gebietsreform nach Bad Wildungen eingegliederten Gemeinden wurden Ortsbezirke mit Ortsbeirat und Ortsvorsteher nach der Hessischen Gemeindeordnung gebildet.

### Verwaltungsgeschichte im Überblick
Die folgende Liste zeigt die Staaten und Verwaltungseinheiten, in denen Albertshausen  lag:
- vor 1712: Heiliges Römisches Reich, Grafschaft Waldeck, Amt Wildungen
- ab 1712: Heiliges Römisches Reich, Fürstentum Waldeck, Amt Wildungen
- ab 1806: Fürstentum Waldeck, Amt Wildungen
- ab 1815: Fürstentum Waldeck, Oberamt der Eder
- ab 1816: Fürstentum Waldeck, Oberjustizamt der Eder
- ab 1850: Fürstentum Waldeck-Pyrmont, Kreis der Eder (seit 1849)[Anm. 1]
- ab 1871: Deutsches Reich, Fürstentum Waldeck-Pyrmont, Kreis der Eder
- ab 1919: Deutsches Reich, Freistaat Waldeck-Pyrmont, Kreis der Eder
- ab 1929: Deutsches Reich, Freistaat Preußen, Provinz Hessen-Nassau, Regierungsbezirk Kassel, Kreis der Eder
- ab 1942: Deutsches Reich, Freistaat Preußen, Provinz Hessen-Nassau, Regierungsbezirk Kassel, Landkreis Waldeck
- ab 1944: Deutsches Reich, Freistaat Preußen, Provinz Kurhessen, Regierungsbezirk Kassel, Landkreis Waldeck
- ab 1945: Amerikanische Besatzungszone, Groß-Hessen, Regierungsbezirk Kassel, Landkreis Waldeck
- ab 1946: Amerikanische Besatzungszone, Hessen, Regierungsbezirk Kassel, Landkreis Waldeck
- ab 1949: Bundesrepublik Deutschland, Hessen, Regierungsbezirk Kassel, Landkreis Waldeck
- ab 1971: Bundesrepublik Deutschland, Hessen, Regierungsbezirk Kassel, Landkreis Waldeck, Stadt Bad Wildungen[Anm. 2]
- ab 1974: Bundesrepublik Deutschland, Hessen, Regierungsbezirk Kassel, Landkreis Waldeck-Frankenberg, Stadt Bad Wildungen

### Bevölkerung
Einwohnerstruktur 2011
Nach den Erhebungen des Zensus 2011 lebten am Stichtag dem 9. Mai 2011 in Albertshausen  261 Einwohner. Darunter waren 3 (1,2 %) Ausländer. Nach dem Lebensalter waren 42 Einwohner unter 18 Jahren, 117 waren zwischen 18 und 49, 63 zwischen 50 und 64 und 39 Einwohner waren älter. Die Einwohner lebten in 123 Haushalten. Davon waren 54 Singlehaushalte, 27 Paare ohne Kinder und 33 Paare mit Kindern, sowie 9 Alleinerziehende und keine Wohngemeinschaften. In 18 Haushalten lebten ausschließlich Senioren und in 96 Haushaltungen leben keine Senioren.
Einwohnerentwicklung
| Quelle: Historisches Ortslexikon |                          |
| • 1620:                          | 24 Häuser                |
| • 1650:                          | 10 Häuser                |
| • 1738:                          | 23 Häuser                |
| • 1770:                          | 25 Häuser, 161 Einwohner |

| Albertshausen: Einwohnerzahlen von 1770 bis 2020 | Albertshausen: Einwohnerzahlen von 1770 bis 2020 | Albertshausen: Einwohnerzahlen von 1770 bis 2020 | Albertshausen: Einwohnerzahlen von 1770 bis 2020 | Albertshausen: Einwohnerzahlen von 1770 bis 2020 |
| --- | ------------------------------------------------ | ------------------------------------------------ | ------------------------------------------------ | ------------------------------------------------ |
| Jahr |                                                  |                                                  |                                                  | Einwohner                                        |
| 1770 | 1770                                             |                                                  | 161                                              | 161                                              |
| 1800 | 1800                                             |                                                  | ?                                                | ?                                                |
| 1834 | 1834                                             |                                                  | 211                                              | 211                                              |
| 1840 | 1840                                             |                                                  | 206                                              | 206                                              |
| 1846 | 1846                                             |                                                  | 200                                              | 200                                              |
| 1852 | 1852                                             |                                                  | 183                                              | 183                                              |
| 1858 | 1858                                             |                                                  | 184                                              | 184                                              |
| 1864 | 1864                                             |                                                  | 178                                              | 178                                              |
| 1871 | 1871                                             |                                                  | 172                                              | 172                                              |
| 1875 | 1875                                             |                                                  | 157                                              | 157                                              |
| 1885 | 1885                                             |                                                  | 153                                              | 153                                              |
| 1895 | 1895                                             |                                                  | 150                                              | 150                                              |
| 1905 | 1905                                             |                                                  | 140                                              | 140                                              |
| 1910 | 1910                                             |                                                  | 130                                              | 130                                              |
| 1925 | 1925                                             |                                                  | 155                                              | 155                                              |
| 1939 | 1939                                             |                                                  | 142                                              | 142                                              |
| 1946 | 1946                                             |                                                  | 244                                              | 244                                              |
| 1950 | 1950                                             |                                                  | 227                                              | 227                                              |
| 1956 | 1956                                             |                                                  | 167                                              | 167                                              |
| 1961 | 1961                                             |                                                  | 159                                              | 159                                              |
| 1967 | 1967                                             |                                                  | 135                                              | 135                                              |
| 1980 | 1980                                             |                                                  | ?                                                | ?                                                |
| 1990 | 1990                                             |                                                  | ?                                                | ?                                                |
| 2000 | 2000                                             |                                                  | ?                                                | ?                                                |
| 2011 | 2011                                             |                                                  | 261                                              | 261                                              |
| 2015 | 2015                                             |                                                  | 256                                              | 256                                              |
| 2020 | 2020                                             |                                                  | 252                                              | 252                                              |
| Datenquelle: Historisches Gemeindeverzeichnis für Hessen: Die Bevölkerung der Gemeinden 1834 bis 1967. Wiesbaden: Hessisches Statistisches Landesamt, 1968. Weitere Quellen: bis 1967; Stadt Bad Wildungen; Zensus 2011 |                                                  |                                                  |                                                  |                                                  |

Historische Religionszugehörigkeit
| Quelle: Historisches Ortslexikon |                                                                     |
| • 1885:                          | 148 evangelische (= 98,67 %), zwei katholische (= 1,33 %) Einwohner |
| • 1961:                          | 154 evangelische (= 96,86 %), drei katholische (= 1,89 %) Einwohner |

## Kultur und Sehenswürdigkeiten
Neben dem Wahrzeichen „Kump und Linde“ gibt es sehenswerte Kulturlandschaften im Umfeld des heute immer noch überwiegend durch Ackerbau und Viehhaltung geprägten Dorfes, insbesondere den ehemaligen Hutewald „Halloh“. Dort haben die Albertshäuser Bauern früher Schweine gehütet. Heute ist der Halloh als Einzelschöpfung der Natur unter besonderen Schutz gestellt und rechtsverbindlich vom  Landkreis Waldeck-Frankenberg als Flächennaturdenkmal ausgewiesen.
Das älteste Gebäude des Dorfes ist die Kirche. Sie wurde wahrscheinlich vor 1532 als gotische Kapelle gebaut und war im 16. und 17. Jahrhundert Begräbnisstätte der Familie von Geismar. Aus dem Jahr 1582 stammt der Taufstein, der an die von Geismar erinnert, wie auch das Epitaph des Gunter-Friedrich von Geismar aus dem Jahr 1587. 1746 wurde eine Empore eingebaut. 1783 wurde die Kirche im Stil des Spätbarocks umgebaut; dabei wurden die Fenster vergrößert und 1784 wurde ein Fachwerkturm an der Westseite angebaut. Im Jahr 1864 wurde eine Orgel des Orgelbaumeisters Jacob Vogt aus Korbach eingebaut.
Die alte Dorfschule in direkter Nachbarschaft zur Dorfkirche wurde in den 1980er Jahren zum Dorfgemeinschaftshaus umgebaut.